# ويسل جاكيت (لوحة)
ويسل جاكيت (بالإنجليزية: Whistlejacket)‏ عبارة عن لوحة زيتية من عام 1762 بريشة الفنان البريطاني جورج ستابس، تصور فرس السباق «مركيز» الحصان الخاص بماركيز روكنغهام بالحجم الطبيعي تقريبًا على خلفية فراغة. القماش كبير، ويفتقر إلى أي محتوى آخر باستثناء بعض الظلال السرية، بحيث أولى ستابس اهتمامًا دقيقًا بتفاصيل مظهر الحصان. تم وصفه في صحيفة الإندبندنت بأنه «نموذج للجمال الخالي من العيوب لسلالة عربية أصيلة». احتفظت ورثة روكينجهام باللوحة حتى عام 1997 عندما سمح تمويل من صندوق التراث للمعرض الوطني في لندن بالحصول عليها مقابل 11 مليون جنيه إسترليني.
كان ستابس فنانًا متخصصًا في رسم الخيول، في عام 1762 دعاه روكينجهام لقضاء «بضعة أشهر» في قصر «وينتورث وودهاوس» في يوركشاير، منزله الريفي الرئيسي. رسم ستابس العديد من لوحات الخيول، مع وبدون شخصيات بشرية، لكن الحجم البطولي والوضعية المهيبة والافتقار إلى الخلفية في لوحة «ويسل جاكيت» لم يكن مسبوق في عمله بحيث صور الخيول بشكل عام و «كان المعاصرون مندهشين جدًا لكون حصان واحد يتحكم في لوحة قماشية ضخمة» وسرعان ما تطورت هذه الأساطير لتشرح سبب عدم أكمال الفنان للوحة، والتي لا يبدو أي منها معقولًا أو مدعومًا بالأدلة لمؤرخي الفن الحديث. في الواقع، تضمنت لوحات ستابس المبكرة في زيارته عام 1762 زوجًا من اللوحات الصغيرة لمجموعات من الخيول الواقفة، بما في ذلك «ويسل جاكيت»، بتنسيق أفقي وخلفية عسلية مماثلة مكسورة فقط بظلال صغيرة عند منطقة القدم. يبدو من المحتمل أن ترك أللوحة بدون خلفية أو مناظر طبيعية معتادة كانت فكرة روكينجهام.
يصور ستابس «ويسل جاكيت» وهو يرتفع إلى رافدة، ولكن رأسه يتجه نحو المشاهد، في وضع مماثل لعدد من لوحات الفروسية الضخمة السابقة، بما في ذلك أمثلة في لوحات لروبنز وفيلاسكويز، ولكن في هذه الأمثلة يكون التركيز على الفارس وليس على الخيل. هنا يكون الحصان وحيدًا وفي حالة طبيعية، بحيث ينتج عن ذلك «دراسة رومانسية في العزلة والحرية». مثل العديد من لوحات ستابس الأخرى للخيول والحيوانات الأخرى في البرية، بما في ذلك عدة نسخ من لوحة «أسد يهاجم حصان من الخلف»، فإن اللوحة هي تلميح مبكر للرومانسية، بالإضافة إلى تحدٍ مباشر للرسم الحيواني. والذي لطالما وضع في مرتبة متدنية في التسلسل الهرمي لانواع الرسم.
بدرجة أكبر من أي رسام سابق، أنتج ستابس لوحات فردية حقيقية للخيول، مع إيلاء اهتمام وثيق لتفاصيل شكلها. تظهر الشوائب الدقيقة والأوردة والعضلات التي تنثني تحت سطح الجلد مباشرة ويتم رسمها بعناية فائقة وواقعية. كان «ويسل جاكيت» قد تقاعد بالفعل بعد مسيرة سباق ناجحة إلى حد ما، ولكن تم رسمه بهذا الشكل غير العادي لإظهار «عينة رائعة الجمال من الخيول العربية الأصيلة في أفضل حالاتها».

## تاريخ أللوحة

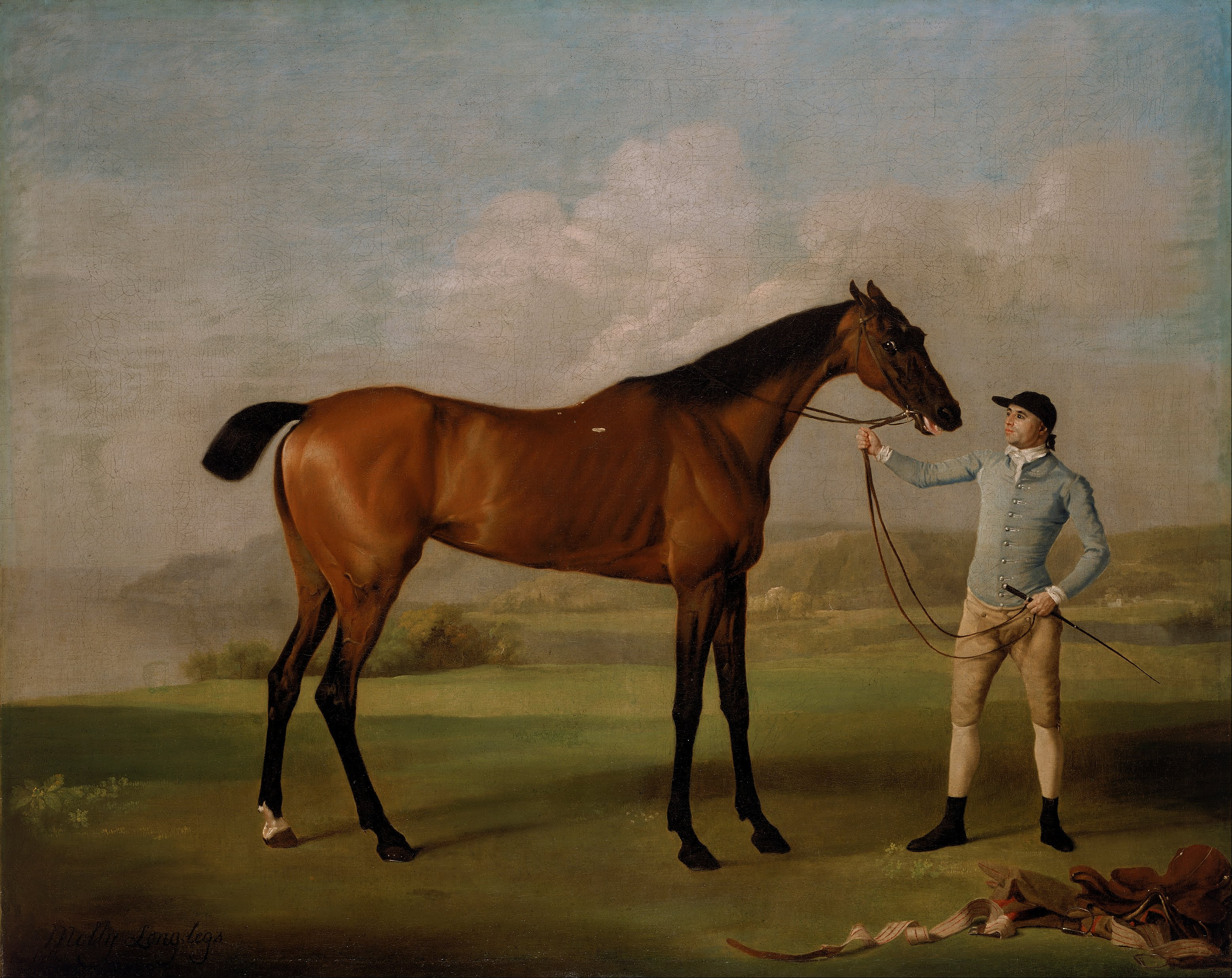
مولي الطويلة مع الفارس بريشة ستابس (1761-1762)، لوحة أكثر نموذجية لفرس السباق، معرض فنون ووكر في ليفربول.

كانت معرفة ستابس بفسيولوجيا الخيول غير مسبوقة من قبل أي رسام. درس علم التشريح في يورك، ومن 1756 ، أمضى 18 شهرًا في لينكولنشاير حيث أجرى التشريح والتجارب على الخيول الميتة لفهم فسيولوجيا الحيوان بشكل أفضل. قام بتعليق الجثث بالكتلة والتعامل معها لرسمها بشكل أفضل في أوضاع مختلفة. نُشرت الملاحظات والرسومات الدقيقة التي رسمها أثناء دراسته عام 1766 في كتاب «تشريح الخيول». حتى قبل نشر كتابه، حصد تكريس ستابس لموضوعه على الكثير من الثناءـ بحيث تم التعرف على رسوماته على أنها أكثر دقة من أعمال فنانين آخرين من الفروسية، وسرعان ما تبع ذلك تكليفات للرسم من الرعاة الأرستقراطيين.
تشارلز واتسون ماركيز روكنغهام، كان سياسيًا يمينيًا، وأصبح فيما بعد رئيسًا للوزراء مرتين، وكان ثريًا بشكل استثنائي حتى بمعايير تلك الفترة. في عام 1762 كلف ستابس بإنتاج سلسلة من اللوحات الشخصية لخيوله، أحدها كان «ويسل جاكيت». كان ماركيز روكنغهام أيضًا جامعًا للفنون، حيث كلف بالعديد من الأعمال في إيطاليا في جولته الكبرى في أواخر الأربعينيات من القرن التاسع عشر، لكن اهتماماته الترفيهية الكبيرة كانت، سباق الخيل والمقامرة. وكتبت زوجته عن أملها في أن يقتصر نفسه على القمار فقط. منزل وينتورث، كما كان معروفًا آنذاك، كان قد «أعاد والده بناءه على نطاق واسع» ولذلك تحتاج الجدران الفارغة للملء. اشتكى هوراس والبول، أثناء زيارته عام 1766 المذكورة أدناه، من الحديقة التي لا تحتوي على مناظر طبيعية «هذا الرجل لا يحب إلا الخيول، والمرفقات الخاصة بها تأخذ مكان كل شيء في الحديقة».

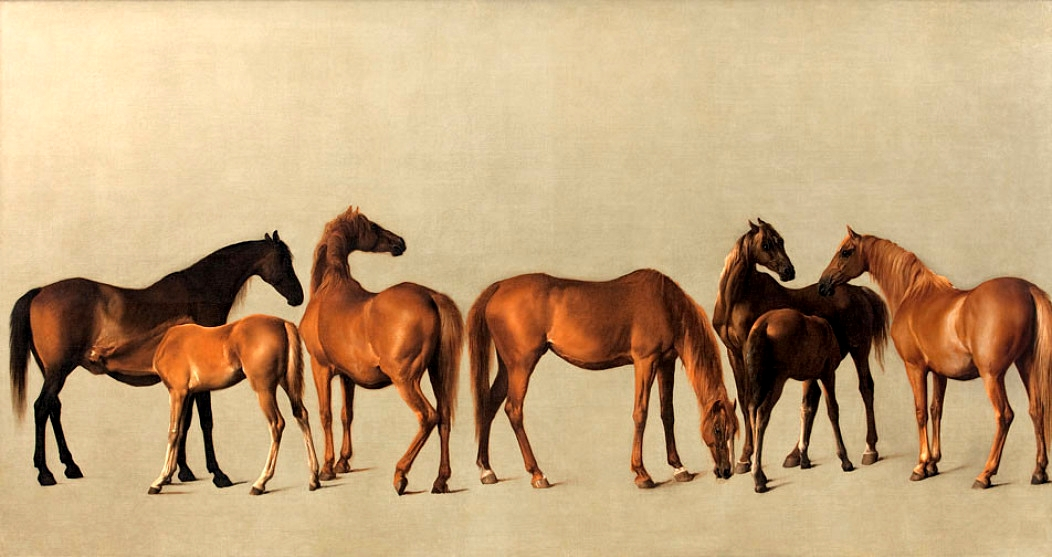
أفراس ومهرات بدون خلفية ، خيول روكينجهام الأخرى التي رسمها ستابس في زيارته عام 1762. كان «ويسل جاكيت» في القطعة الزوجية التي تظهر الفحول.

أرشيفات وينتورث، "على الرغم من كونها شاملة بشكل غير عادي، لا تحتوي على إشارة واضحة إلى عمولة رسم لوحة «ويسل جاكيت»، على الرغم من أن بعض المؤشرات على السعر المحتمل تأتي من إيصال ستابس بتاريخ 30 ديسمبر 1762 لـ "ثمانون جنيه للوحة أسد وآخر لحصان كبير بالحجم الطبيعي "، ربما تكون لوحة مختلفة لمنزل روكينجهام في لندن. في وقت سابق من عام 1762 ، رسم ستابس صورة ثانية "لويس لجاكيت"، مع اثنين من الفحول الأخرى غير المسماة والعريس، أما يكون جوشوا أو سيمون كوب. 
وفقًا لقصة في سيرة ستابس من قبل صديقه وزميله الرسام أوزياس همفري (كان رسامًا إنجليزيًا رائدًا لمنمنمات الصور الشخصية)، عندما كانت اللوحة على وشك الانتهاء، تم توجيه الحصان «ويسل جاكيت» أمام اللوحة بالخطأ من قبل صبي الإسطبل وكان رد فعله عنيفًا، وعامله على أنه فحل منافس، وقام برفع صبي الأسطبل عن الأرض بالكامل في محاولاته لمهاجمة اللوحة. ربما نشأت القصة مع ستابس نفسه، لكنها على الأرجح جيدة جدًا لدرجة يصعب تصديقها؛ من الواضح أنها تذكر قصة بليني الأكبر الشهيرة عن زيوكسيس وباراسيوس.
عندما أعيد تصميم قصر وينتورث تحت قيادة إيرل فيتزويليام لاحقًا، تم إنشاء "غرفة «ويسل جاكيت» بمساحة 40 قدمًا لعرض اللوحة، مع صور عائلية واحدة فقط للسير جوشوا رينولدز والسير توماس لورانس معاً.  توقفت العائلة عن السكن في قصر وينتورث وودهاوس بعد الحرب العالمية الثانية، وتم إقراض اللوحة إلى كينوود هاوس في لندن في الفترة من 1971 إلى 1981 ، وألى معرض تيت 1984 ، والمعرض الوطني من عام 1996 قبل شرائها في العام التالي.  يتم عرضها الآن في وسط الغرفة 34، وهي محاطة بمداخل في نهاية نافذة طويلة بحيث يمكن رؤيتها من خلال عشر غرف متداخلة، في الطرف الآخر من المعرض. وهي على الدوام من بين العشرة الأوائل من اللوحات الأكثر شعبية في المعرض الوطني  اللوحة "في حالة جيدة جدًا" وقد "تم تبطينها وتنظيفها وترميمها قبل الحصول عليها ببضع سنوات". 

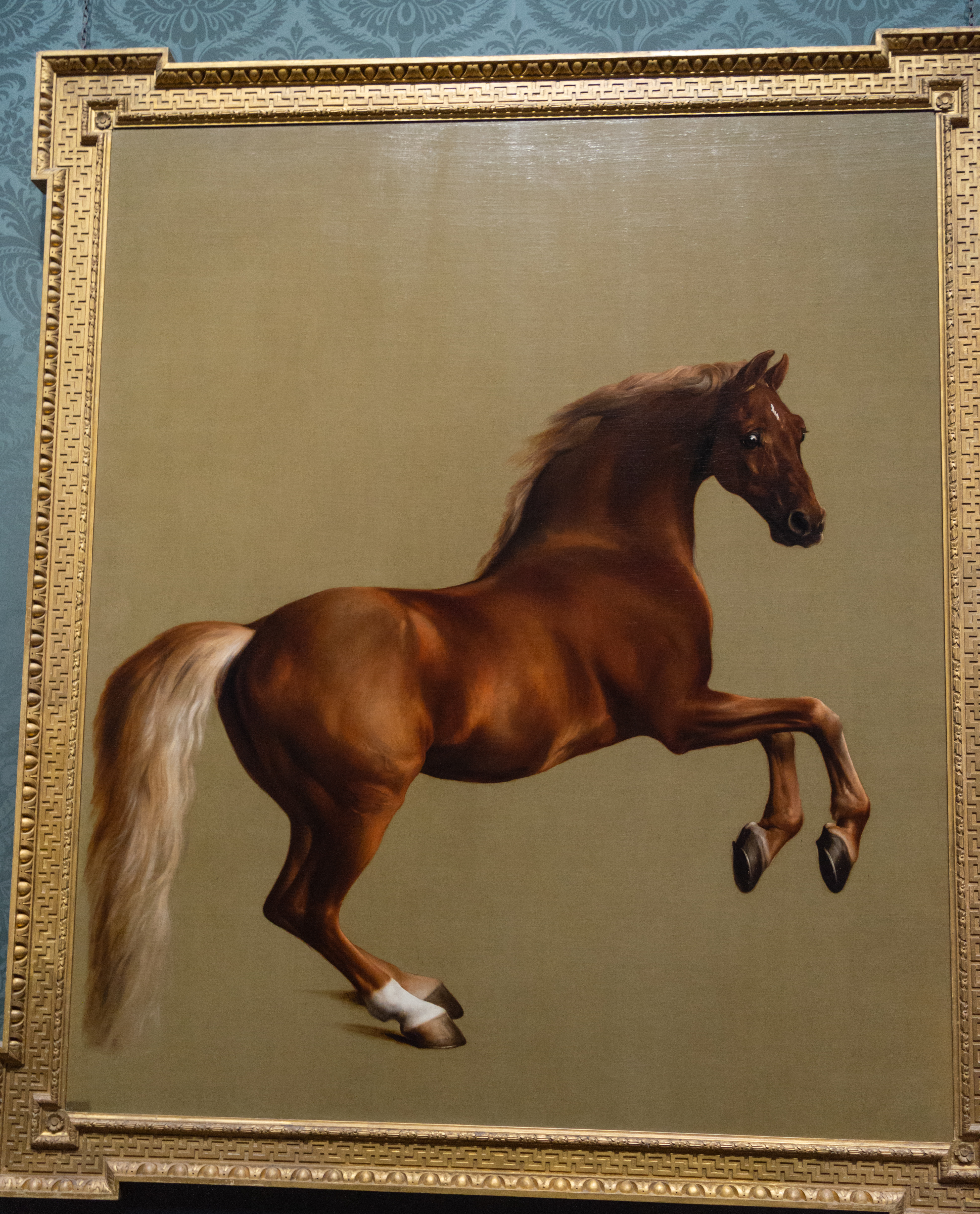
ويسل جاكيت في المعرض الوطني في لندن

### أساطير عن أصل اللوحة

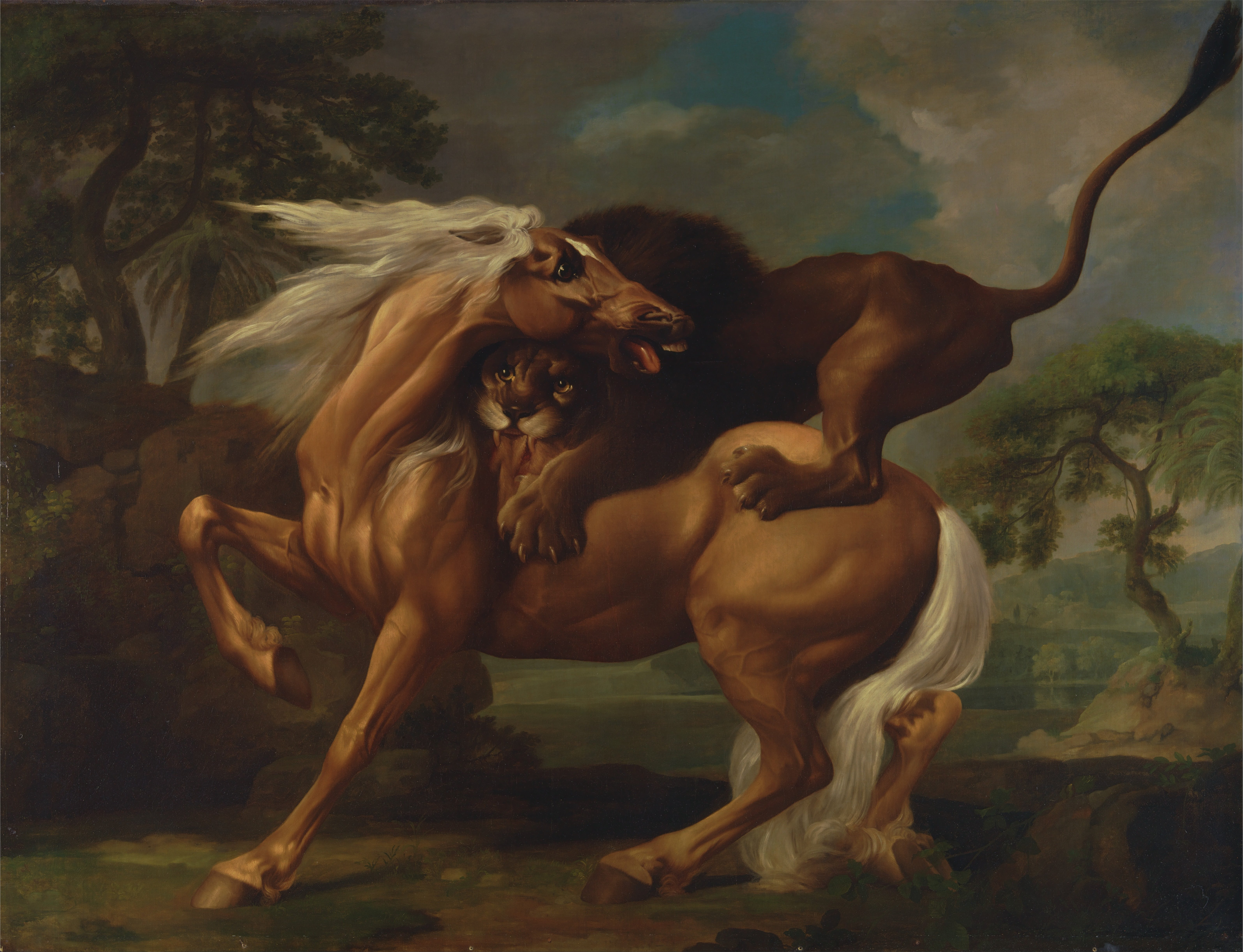
أسد يهاجم حصان بريشة جورج ستابس ، رسمت أيضًا عام 1762 ؛ أحد النماذج العديدة لهذا الموضوع بواسطة ستابس.

كانت إحدى القصص أن روكينجهام كان ينوي التكليف بعمل صورة فروسية للملك لجورج الثالث. كان ستابس يرسم الحصان بينما يملأ رسامان بارزان آخران للوحات الشخصية والمناظر الطبيعية على التوالي. في إحدى الروايات، كان من المفترض أن تصاحب اللوحة صورة فروسية بنفس الحجم لجورج الثاني لديفيد مورييه، لكن روكينجهام غير رأيه بعد ذلك. وفقًا لما قاله هوراس والبول، في زيارة إلى قصر وينتورث حيث من المحتمل أن تكون مدبرة المنزل قد عرضت عليه جولة، كانت اللوحة مخصصة كهدية للملك، لكن من المفترض أن روكينجهام لم يكلف نفسه عناء دعم تقدم اللوحة بعد أن فقد حظه، وأمر تعليقه في قصر وينتورث غير مكتملة بدلاً من ذلك.
سبب آخر معروف على نطاق واسع لكونه «غير مكتمل» هو أن روكينجهام أعجب برد فعل «ويسل جاكيت» الغاضب عندما واجهه ستابس وهو يعمل على اللوحة في مستقره، لدرجة أنه أمر بتعليقها دون مزيد من الزخرفة. أنتج ستابس لوحات أخرى للخيول مقابل خلفيات فارغة لـ روكينجهام، ولا شيء في اللوحة يشير إلى أنها ليست كاملة، وتفاصيل الظلال التي ألقتها أرجل «ويسل جاكيت» الخلفية على الأرض تشير إلى أن هذه هي الطريقة التي قصد بها ستابس رؤية اللوحة.

## تاريخ الحصان
كان «ويسل جاكيت» فحلًا كستنائيًا، مع بدة وذيل بلون الكتان، يُعتقد أنه التلوين الأصلي للسلالة العربية البرية. كان حصان سباق أصيل ولِد عام 1749 في مربط السير ويليام ميدلتون، البارونيت الثالث في قلعة بيلساي في نورثمبرلاند،  وسمي على اسم علاج البرد المعاصر الذي يحتوي على الجن والعشب الأسود. تسابق من 1752 ، وفاز بالعديد من السباقات في الشمال. خسر أمام «جيسون» في نيوماركت (هو مكان لسباق الخيل البريطاني الأصيل) في عام 1755 ،  لكنه فاز في العام التالي،  عندما تعرض للخسارة بفارق ضئيل من قبل «سبيكتيتور» في نيوماركت في 1756. كذلك من المعروف أنه فاز بسباق أربعة أميال في يورك في أغسطس 1759 ضد ميدان قوي، بفوزه على «بروتوس»، ثم تقاعد للتربية، وكان يبلغ من العمر عشر سنوات. 
لقد خسرة أربع مرات فقط في مسيرته في السباقات، ولكن كان معروفًا بمزاجه وصعب إدارته.  كان «ناجحًا بشكل متوسط في مربط الخيول»، ولا بد أنه مات قبل وفاة روكينجهام في عام 1782 ، لأنه غير مدرج في سجلات البيع اللاحق للمربط؛ كان سيكون في الثلاثينيات من عمره لو كان على قيد الحياة. لم يكن حصانًا مشهورًا مثل مواليده وأحفاده، ولكنه مذكور في الفصل الرابع من المسرحية الكوميدية الكلاسيكية لأوليفر جولدسميث «تمسكنت فتمكنت» (1773) عندما تم التخطيط للهروب يقول: «لقد حصلت لك على زوج من الخيول التي ستطير مثل «ويسل جاكيت»». 

## الرسام

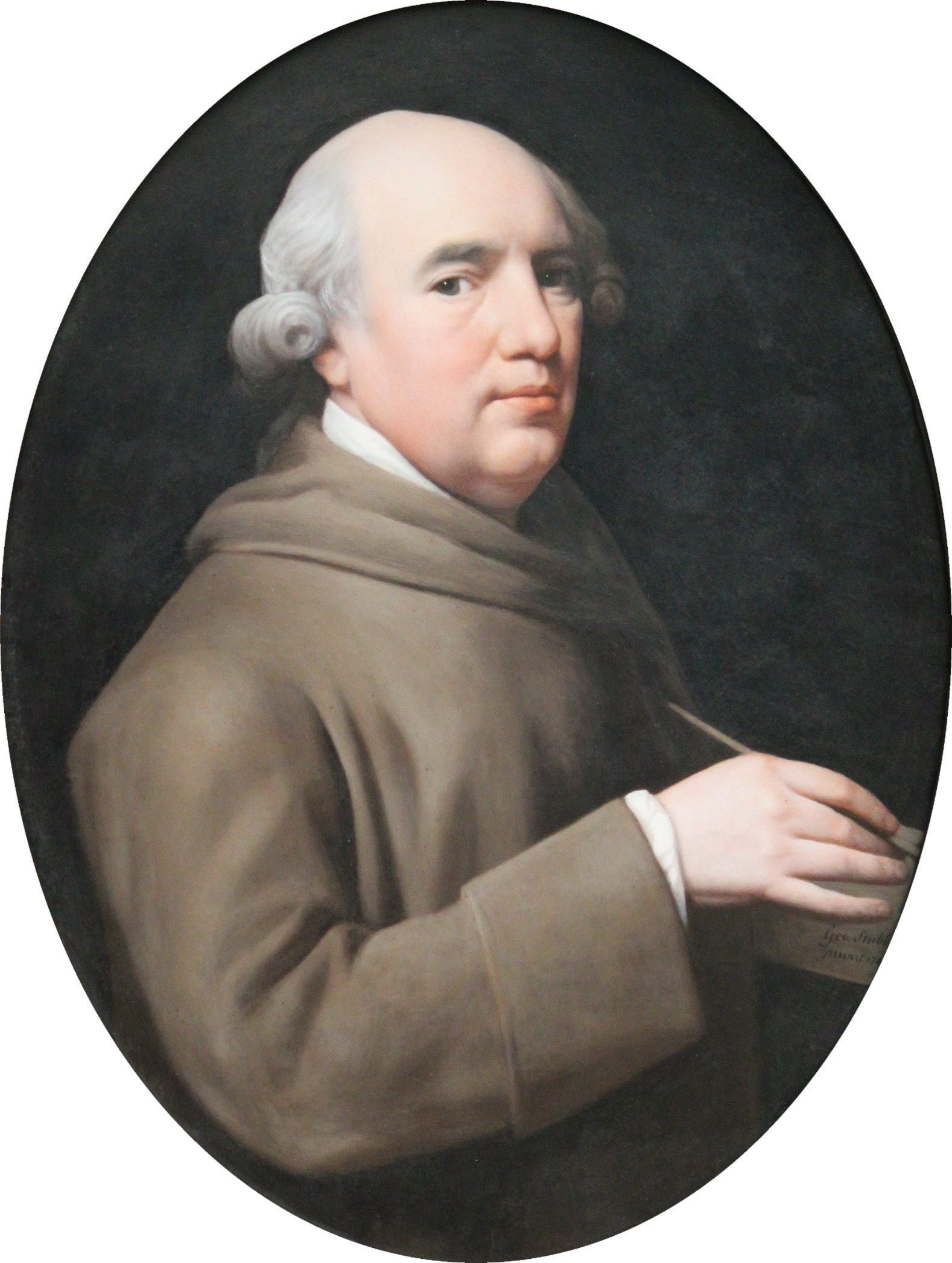
جورج ستابس

جورج ستابس (25 أغسطس 1724-10 يوليو 1806) هو رسام إنجليزي اشتهر برسمه للخيول. صقل ستابس مهاراته لوحده وتعلم من بعض الفنانين الكبار في القرن الثامن عشر مثل رينولدز أو غينزبورو. تتضمن أعماله لوحات تاريخية، وتجسدت أعظم مهاراته في رسم الحيوانات، وربما تأثر بحبه ودراسته لعلم التشريح. وتعد لوحة «ويسل جاكيت» في المعرض الوطني في لندن أشهر أعماله.